# 누사

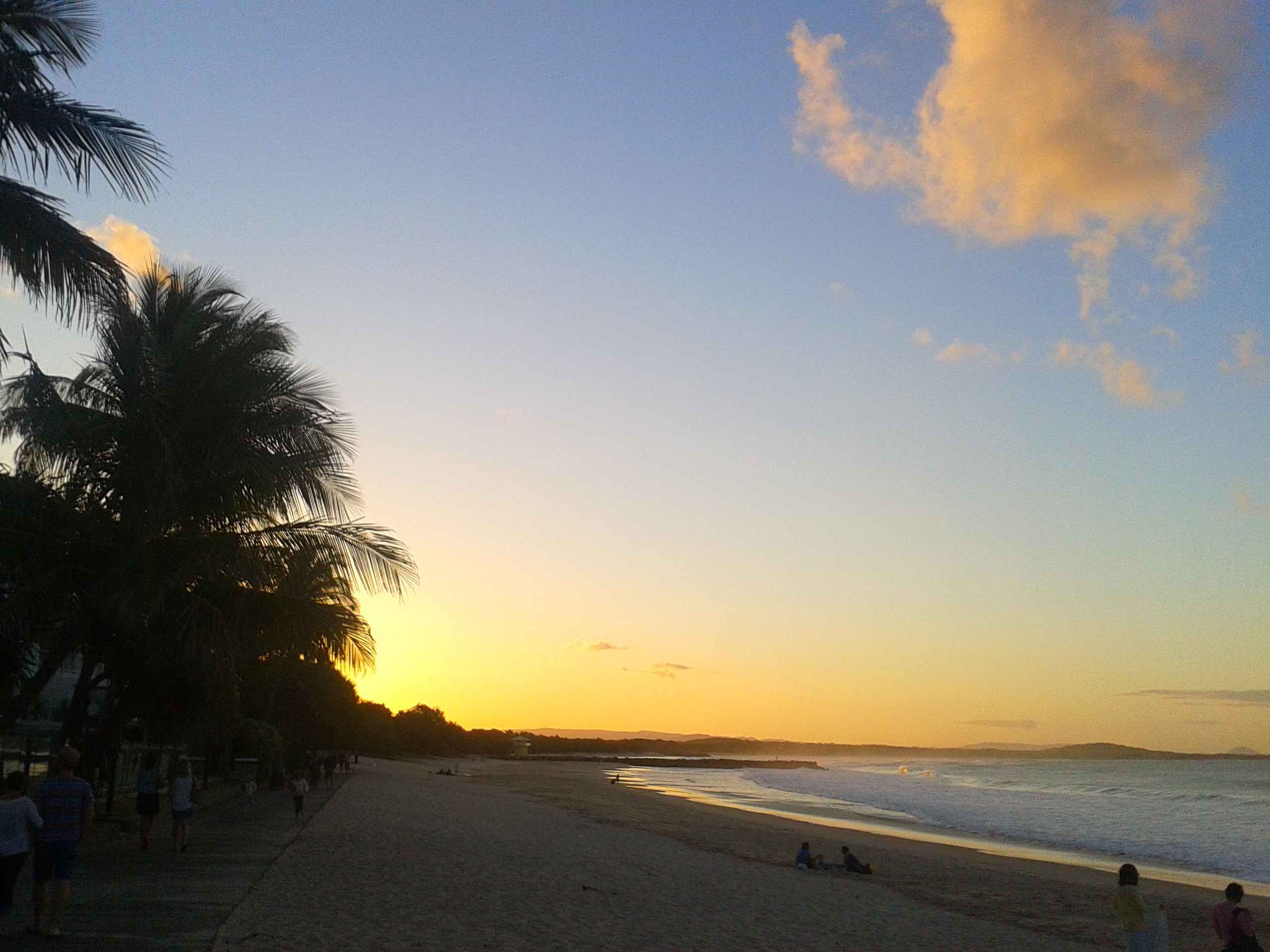

누사(Shire of Noosa)는 오스트레일리아 선샤인코스트 브리즈번에서 북쪽으로 약 130킬로미터 지점에 위치한 지역 정부 지역이다. 면적은 870제곱 킬러미터에 이른다. 1910년부터 2008년까지 온전히 지역 정부로서 존재했다. 2014년 1월 1일 재설립되었다.

## 역사
누사 힌터랜드가 화산 활동으로 산맥을 만든 올리고세 기간에 형성되었다. 신석기 시대를 기점으로 누사의 해안은 해저 상승의 변화를 겪었고 이때 해변과 수로가 모양을 갖추기 시작했다.

### 고대 역사
누사 지역은 원래 여러 오스트레일리아 원주민 그룹의 고향이었다. 이들은 주로 남쪽으로는 운둠비족, 북쪽으로는 둘링바라족, 서쪽으로는 카비카비족(구삐구삐족)으로 분포되어 있었다.
구삐구삐어는 구삐구삐군에서 사용하는 오스트레일리아 원주민 언어이다. 구삐구삐어권에서는 선샤인코스트리전과 짐피 지역의 지역 정부 경계 안에서 여러 풍경을 볼 수 있는데, 특히 칼로운드라, 누사헤즈, 짐피 등의 타운에서 북쪽으로는 메이버러, 남쪽으로는 카불투어가 포함된다.

### 유럽인들의 초기 정착
이 지역의 기록은 1770년 5월 제임스 쿡의 항해로 거슬러 올라가지만 이 지역의 유럽인들의 정착은 거의 1세기까지 진척되지 못했다. 1920년대 이후로도 지속된 지역 내 교통의 어려움이 주된 원인의 하나였다. 유럽인들의 정착은 처음에 재목 벌채로 주도되다가 누사의 북쪽 지역인 짐피 지역의 골드 러시로 이어졌다.
누사는 타운(town)이 아닌 지역(region)이다. 바닷가와 해변 국립 공원, 퀸즐랜드 남동부의 가장 깨끗한 강, 그리고 코로이와 포노마를 포함하는 수많은 생활양식의 빌리지들을 잇는 광활한 트레일망(trail network) 내륙을 포함한다.

## 현재의 지방의회의원
| 이름             | 기간      | 당   | 지위   | 비고  |
| ---------------- | --------- | ---- | ------ | ----- |
| Clare Stewart    | 2020–현재 | 독립 | 시장   | [ 2 ] |
| Frank Wilkie     | 2014–현재 | 독립 | 부시장 | [ 2 ] |
| Joe Jurisevic    | 2014–현재 | 독립 |        | [ 2 ] |
| Brian Stockwell  | 2016–현재 | 독립 |        | [ 2 ] |
| Amelia Lorenston | 2020–현재 | 독립 |        | [ 2 ] |
| Tom Wegener      | 2020–현재 | 독립 |        | [ 2 ] |
| Karen Finzel     | 2020–현재 | 독립 |        | [ 2 ] |

## 인구
| 연도 | 인구   |
| ---- | ------ |
| 1933 | 5,768  |
| 1947 | 5,000  |
| 1954 | 6,296  |
| 1961 | 6,117  |
| 1966 | 6,673  |
| 1971 | 7,746  |
| 1976 | 10,825 |
| 1981 | 17,071 |
| 1986 | 20,328 |
| 1991 | 29,378 |
| 1996 | 41,171 |
| 2001 | 47,321 |
| 2006 | 51,962 |
| 2011 | 56,151 |
| 2016 | 52,149 |
| 2018 | 55,369 |